# Inéni
Inéni est un notable égyptien qui a servi pendant soixante ans sous les ordres de plusieurs pharaons de la XVIIIe dynastie, d'Amenhotep Ier à Thoutmôsis III, cumulant, comme le veut la tradition quand il s'agit d'un personnage de rang élevé, les plus hautes charges temporelles et spirituelles.

## Généalogie
Les parents d'Inéni sont son père du même nom, et sa mère Satdjéhouty ; Inéni Ahhotep, aussi appelée Thouiou, est son épouse. Pahéry est le nom de l'un de ses frères. Des études récentes ont également identifié d'autres frères, mentionnés dans sa tombe TT81 : Ken, prêtre de Mout ; Intef, superviseur des travaux [...] ; Ouserhat, prêtre de [...]. D'après les textes de la tombe, d'autres frères et sœurs du défunt et de son épouse ont également été identifiés, mais il faut tenir compte du fait qu'il peut s'agir de beaux-frères ou d'autres noms de la même personne. Sont donc indiqués : Imentou, Djéhoutymesb et Amenhotep, en tant que scribes ; Payn, Touri, In, Tetianj, Tena, Naie, Baki, sans indication de fonction, et peut-être d'autres noms parmi les frères d'Inéni : Iahmes, Sesiseneb, Tenetisem, Nesouebou et Senires, avec au moins trois autres noms comme sœurs de son épouse.

## Sépulture
La décoration de sa tombe rupestre, la TT81 située à Cheikh Abd el-Gournah, est riche d'enseignements sur sa vie ; on y apprend qu'il a été noble prince, directeur de tous les travaux à Karnak, que la double maison de l'argent et la double maison de l'or sont sous son autorité, autrement dit qu'il est le grand trésorier du roi. C'est lui qui scelle tous les contrats dans le temple d'Amon. Il est aussi intendant du double grenier d'Amon, directeur des travaux dans la nécropole royale et enfin intendant de tous les offices dans le temple d'Amon.
Sur une des parois de sa tombe, il est figuré assis sous une tonnelle du jardin de sa villa, accompagné d'Ahhotep, son épouse. D'autres peintures évoquent, l'une la pêche dans les marais, où on le voit, penché en avant, tirant un filet empli de poissons, une autre une scène de chasse dans le désert, une autre encore les travaux des champs.

## Biographie
Il accompagne Amenhotep Ier lors de sa campagne militaire au pays de Koush, au-delà de la quatrième cataracte, dans la région dite du « Haut-Puits ». Au cours de l'expédition, Inéni s'intéresse à la végétation de cette région de la haute vallée du Nil d'où il rapporte des essences rares qu'il fait replanter avec succès dans le jardin de la somptueuse demeure qu'il occupe près du palais royal de Thèbes. Inéni fait inscrire sur le mur de sa chapelle funéraire les noms de tous les arbres et plantes qui composent le jardin botanique de sa résidence.

### Réalisations architecturales
La longue carrière d'Inéni commence sous le règne d'Amenhotep Ier dont il est l'architecte en chef. À Karnak, il bâtit la chapelle-reposoir en albâtre et une grande porte en calcaire de Tourah au sud du temple d'Amon.
Mais c'est avec Thoutmôsis Ier qu'il donne sa pleine mesure ; le roi est son ami intime et lui témoigne son estime en lui confiant de nombreuses fonctions importantes. Inéni embellit et développe considérablement le temple de Karnak ; il bâtit autour de l'enceinte sacrée d'Amon un nouveau mur en grès paré de calcaire ; il construit aussi un péristyle intérieur formé de piliers polygonaux en grès alternant avec des colosses osiriaques à l'effigie de Thoutmôsis Ier ; il élève deux nouveaux pylônes, le quatrième et le cinquième, constituant alors l'entrée principale du temple d'Amon.
Sous Thoutmôsis Ier, il aménage aussi la première sépulture secrète de la vallée des Rois, inspectant seul l'excavation prévue pour l'hypogée du roi.
Inéni, déjà âgé, poursuit sa carrière sous le règne de Thoutmôsis II qui lui accorde aussi sa confiance. Si son intimité avec Thoutmôsis II ne fait aucun doute, ses relations avec Hatchepsout sont plus distantes. Thoutmôsis III, qu'Inéni sert avec ferveur comme fils de son ami Thoutmôsis II, étant trop jeune pour gouverner, la reine règne en maître, et on peut supposer que le vieux serviteur fut écarté au profit de Sénènmout. Ineni est alors maire de Thèbes et rapporte dans une inscription autobiographique de sa tombe que

« Thoutmôsis [le second] partit pour le ciel et se mélangea aux dieux. Son fils [Thoutmôsis III, le fils de Thoutmôsis II et d'Iset, une des concubines de son père] monta à sa place sur le trône du Double Pays et régna sur le trône de celui qui l'avait engendré. Or, à son avènement, le nouveau roi était encore un tout jeune enfant. C'est pourquoi sa sœur [sic] Hatchepsout (…) conduisait les affaires du pays. Les Deux Terres étaient soumises à sa volonté et la servaient. »